# 26 juin 1929
Le mercredi 26 juin 1929 est le 177e jour de l'année 1929.

## Naissances
- Claude Gensburger (mort le 26 mai 2009), rabbin français, aumônier militaire et historien du judaïsme
- Floyd Martin, joueur et entraîneur de hockey sur glace canadien
- François-Régis Hutin, journaliste français
- Fred Bruemmer (mort le 17 décembre 2013), photographe canadien
- Gerd Deumlich (mort le 23 avril 2013), journaliste et homme politique allemand
- June Bronhill (morte le 24 janvier 2005), chanteuse d'opéra (soprano) australienne
- Lydia de Pauw, politicien belge
- Milton Glaser, artiste américain
- Rodney Nuckey (mort le 29 juin 2000), coureur britannique

## Décès
- Amandus Adamson (né le 12 novembre 1855), sculpteur estonien